# Novorostrum indicum
Novorostrum indicum is een tienpotigensoort uit de familie van de Porcellanidae. De wetenschappelijke naam van de soort is voor het eerst geldig gepubliceerd in 1893 door De Man.